# Binzhou

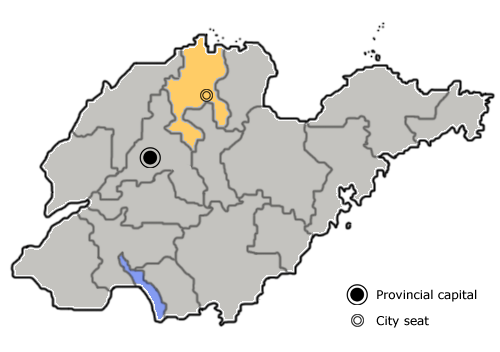
Lage Binzhous in Shandong

Binzhou (chinesisch 濱州市 / 滨州市, Pinyin Bīnzhōu Shì) ist eine bezirksfreie Stadt mit 3.928.568 Einwohnern (Stand: Zensus 2020) und einer Fläche von 9.453 km² in der ostchinesischen Provinz Shandong. In dem eigentlichen städtischen Siedlungsgebiet von Binzhou leben 407.820 Menschen (Zensus 2010).

## Administrative Gliederung

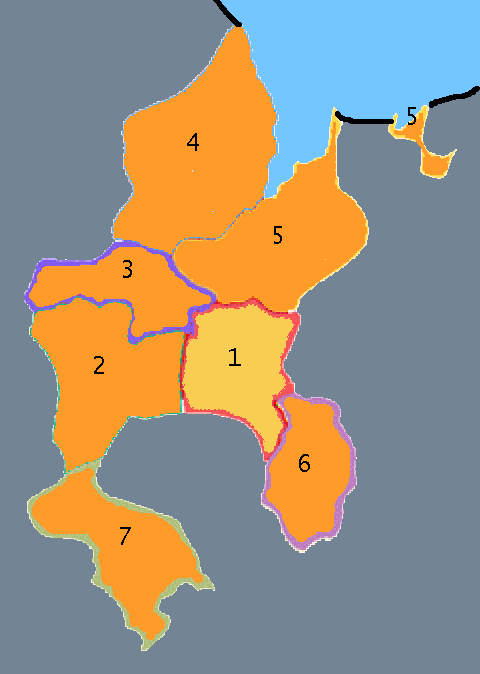

Auf Kreisebene setzt sich Binzhou aus zwei Stadtbezirken, einer kreisfreien Stadt und vier Kreisen zusammen. Diese sind (Stand: Zensus 2010):
- Stadtbezirk Bincheng (滨城区), 1.041 km², 682.717 Einw., Zentrum, Sitz der Stadtregierung;
- Stadtbezirk Zhanhua (沾化区), 2.116 km², 351.672 Einw., Hauptort: Großgemeinde Fuguo (富国镇);
- Kreis Huimin (惠民县), 1.363 km², 602.491 Einw., Hauptort: Großgemeinde Sunwu (孙武镇);
- Kreis Yangxin (阳信县), 799 km², 427.014 Einw., Hauptort: Großgemeinde Yangxin (阳信镇);
- Kreis Wudi (无棣县), 1.984 km², 418.687 Einw., Hauptort: Großgemeinde Wudi (无棣镇);
- Kreis Boxing (博兴县), 900 km², 487.116 Einw., Hauptort: Großgemeinde Boxing (博兴镇);
- Stadt Zouping (邹平市), 1.250 km², 778.777 Einw., Regierungssitz: Straßenviertel Huangshan (黄山街道).

## Söhne und Töchter der Stadt
- Qin Qiang (* 1983), Speerwerfer
- Zhang Jun (* 1983), Kugelstoßer
- Yang Yansheng (* 1988), Stabhochspringer
- Zhang Chenglong (* 1989), Turner
- Yin Anna (* 1992), Hindernisläuferin
- Ma Zhenzhao (* 1998), Judoka